# Ariary
L'ariary malgache ((mg): Ariary Malagasy, abrégé Ar.) est l'unité monétaire de Madagascar. Son code international ISO 4217 est MGA. Il est divisé en 5 iraimbilanja, une particularité qu'il ne partage qu'avec l'Ouguiya mauritanien,. Il a remplacé le Franc malgache indexé au Franc CFA en 1972.
Jusqu'en 2003 la dénomination courante était en français « Franc Malgache » dont le symbole était « Fmg ». Désormais l'appellation « Ariary » est devenue officielle.

## Valeur au change
Lors de sa mise en circulation le 1er août 2003, le taux de change de l'ariary était de 1 EUR pour 1 400 MGA. Depuis, l'ariary a régulièrement perdu en valeur, 1 EUR valant notamment 2263 MGA début 2005, 3122 début 2015, et 4500 début 2024 .
| Évolution du cours | Évolution du cours     | Évolution du cours     | Évolution du cours                                         | Évolution du cours | Évolution du cours                                        |
| Année              | pour un franc français | pour un franc français | pour 1 euro                                                | pour 1 euro        | Commentaire                                               |
| ------------------ | ---------------------- | ---------------------- | ---------------------------------------------------------- | ------------------ | --------------------------------------------------------- |
| Année              | franc local            | ariary                 | franc local                                                | ariary             | Commentaire                                               |
| 1896               | 1                      | 0,20                   |                                                            |                    | imposition du pouvoir colonial, le franc français circule |
| 1926               | 1                      | 0,20                   | création de la banque Centrale au taux de 1 pour 1         |                    |                                                           |
| 1946               | 0,59                   | 0,12                   | instauration du franc CFA, 1CFA = 1,70FF                   |                    |                                                           |
| 1948               | 0,50                   | 0,10                   | revalorisation du franc CFA, 1CFA = 2FF                    |                    |                                                           |
| 1959               | 50                     | 10                     | création du nouveau franc français, 1CFA = 0,02FF          |                    |                                                           |
| 1963               | 50                     | 10                     | création du franc malgache au taux fixe de 1 FMG = 1 CFA   |                    |                                                           |
| 1974               | 50                     | 10                     | sortie de Madagascar de la zone CFA                        |                    |                                                           |
| 1982               | 53                     | 10,6                   | mise en circulation du 1er billet de 2 000 Ar (10 000 FMG) |                    |                                                           |
| 1984               | 66                     | 13,20                  |                                                            |                    |                                                           |
| 1986               | 100                    | 20                     |                                                            |                    |                                                           |
| 1987               | 180                    | 36                     |                                                            |                    |                                                           |
| 1988               | 235                    | 47                     |                                                            |                    |                                                           |
| 1992               | 360                    | 72                     | mise en circulation du 1er billet de 5 000 Ar (25 000 FMG) |                    |                                                           |
| 1994               | 666                    | 133                    |                                                            |                    |                                                           |
| 1996               | 715                    | 143                    |                                                            |                    |                                                           |
| 1997               | 835                    | 167                    |                                                            |                    |                                                           |
| 1998               | 910                    | 182                    |                                                            |                    |                                                           |
| 1999               | 985                    | 197                    | 6460                                                       | 1292               | 1€ = 6,55957FF                                            |
| 2000               | 1000                   | 200                    | 6560                                                       | 1312               |                                                           |
| 2001               | 875                    | 175                    | 5740                                                       | 1148               |                                                           |
| 2002               | 900                    | 180                    | 5905                                                       | 1181               |                                                           |
| 2003               | 1025                   | 205                    | 6725                                                       | 1345               | mise en circulation du 1er billet de 10 000 Ar            |
| 2004               |                        |                        | 15150                                                      | 3030               |                                                           |
| 2005               |                        |                        |                                                            | 2553               | l'ariary est officiellement la seule monnaie en vigueur   |
| 2010               |                        |                        |                                                            | 2785               |                                                           |
| 2014               |                        |                        |                                                            | 3540               |                                                           |
| 2015               |                        |                        |                                                            | 3092               |                                                           |
| 2016               |                        |                        |                                                            | 3500               |                                                           |
| 2017               |                        |                        |                                                            | 3450               | mise en circulation du 1er billet de 20 000 Ar            |
| 2018               |                        |                        |                                                            | 3900               |                                                           |
| 2020               |                        |                        |                                                            | 4150               |                                                           |
| 2023               |                        |                        |                                                            | 4765               |                                                           |

## Historique

### L'ariary ancestral
Bien avant la colonisation, le Royaume de Madagascar utilise un système monétaire assez complexe, avec l'ariary comme unité de compte la plus élevée, lequel est aussi une unité de masse. Son poids d'argent métal, au XIXe siècle, équivaut à la piastre, laquelle est employée dans l'île grâce aux liens commerciaux avec les peuples arabo-swahilis, desquels le terme ariary dérive, de l'arabe al rial, lui-même issu du réal espagnol. L'ariary est alors divisé en 8 sikajy ou 72 eranambatry ou 720 variraiventy.

### Du franc français au francmalagasy

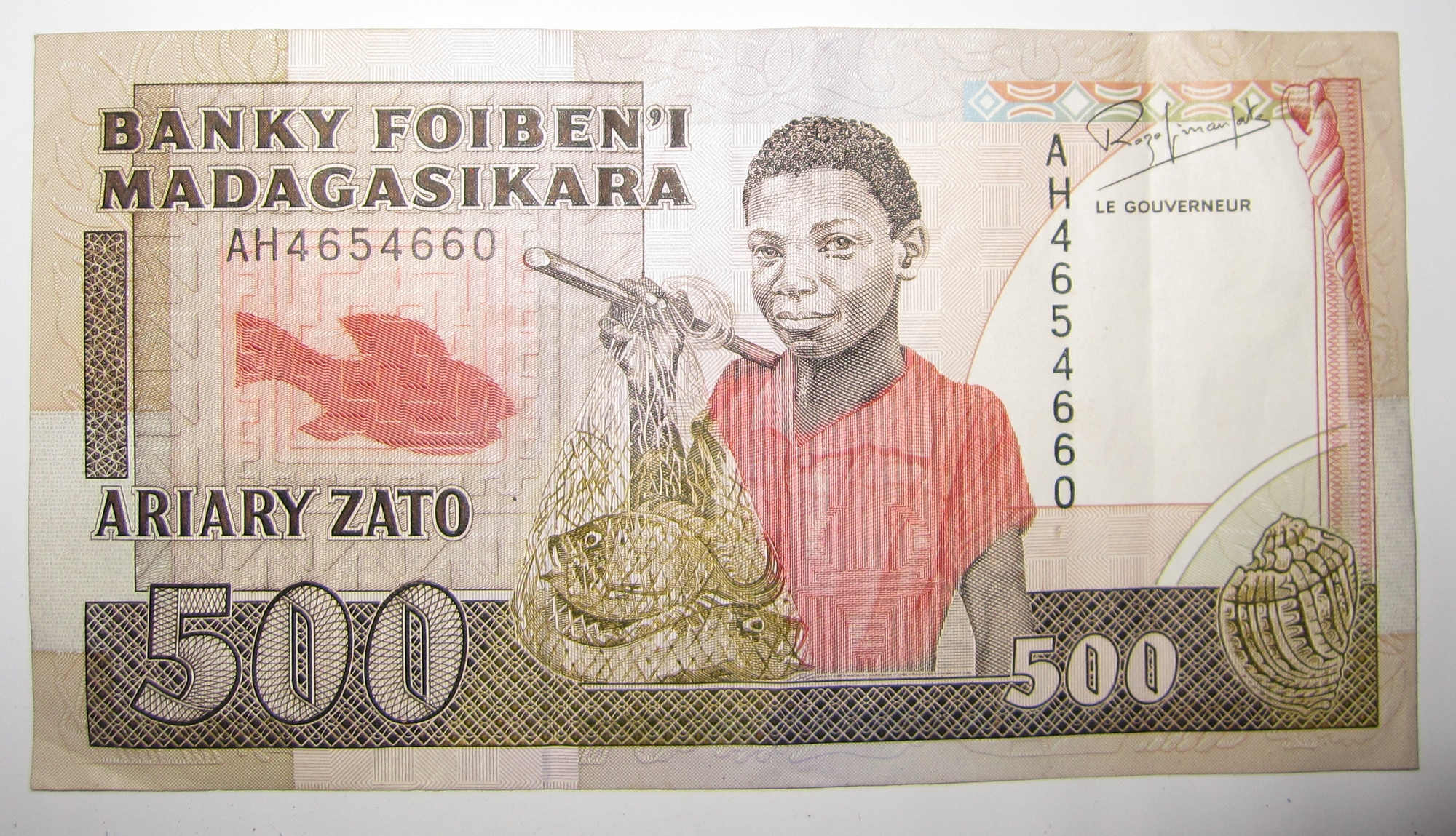
Ancien billet de banque malgache de 100 ariary ou 500 francs (série 1988).

L'imposition du pouvoir colonial à partir de juillet 1896, à l'initiative de Hippolyte Laroche, fait que la monnaie locale, l'ariary, est remplacée par le franc français ; le système décimal est imposé. Durant la Première Guerre mondiale, une pénurie de numéraire entraine la frappe et la fabrication de monnaies de nécessité, par exemple des timbre-monnaies. La Banque de Madagascar est fondée en 1925 mais le franc français continue de circuler dans l'île. La Banque émet cependant des coupures de 5, 10, 20, 50, 100 et 1 000 francs. En 1943, la France libre fait frapper par la Monnaie de Prétoria deux pièces en bronze, de 50 centimes et 1 franc. Le franc de Madagascar et des Comores est créé le 26 décembre 1945, aligné sur le franc CFA (XMCF), au taux de 1,7 pour 1 franc français, taux qui passe à 2 F en 1948 (soit 0,02 centime en 1958). En 1948, deux pièces en aluminium de 1 et 2 francs sont frappées, suivies en 1953 par des pièces de 5 francs en aluminium, et de 10 et 20 francs en aluminium-bronze. Après l'indépendance, c'est l'Institut d'émission malgache qui prend en charge l'émission de monnaie au 31 décembre 1961. Le franc malgache, ou plus exactement « malagasy » (ISO 4217 : MGF) est créé le 1er juillet 1963 au taux inchangé de 1 franc français = 50 MGF.

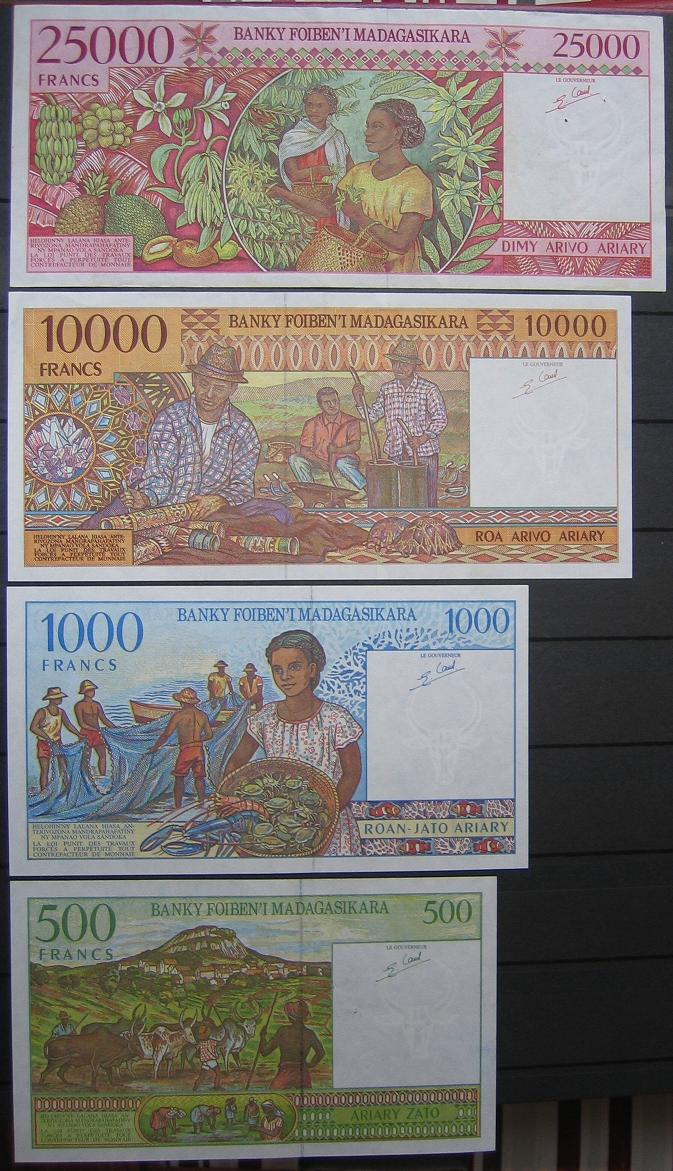
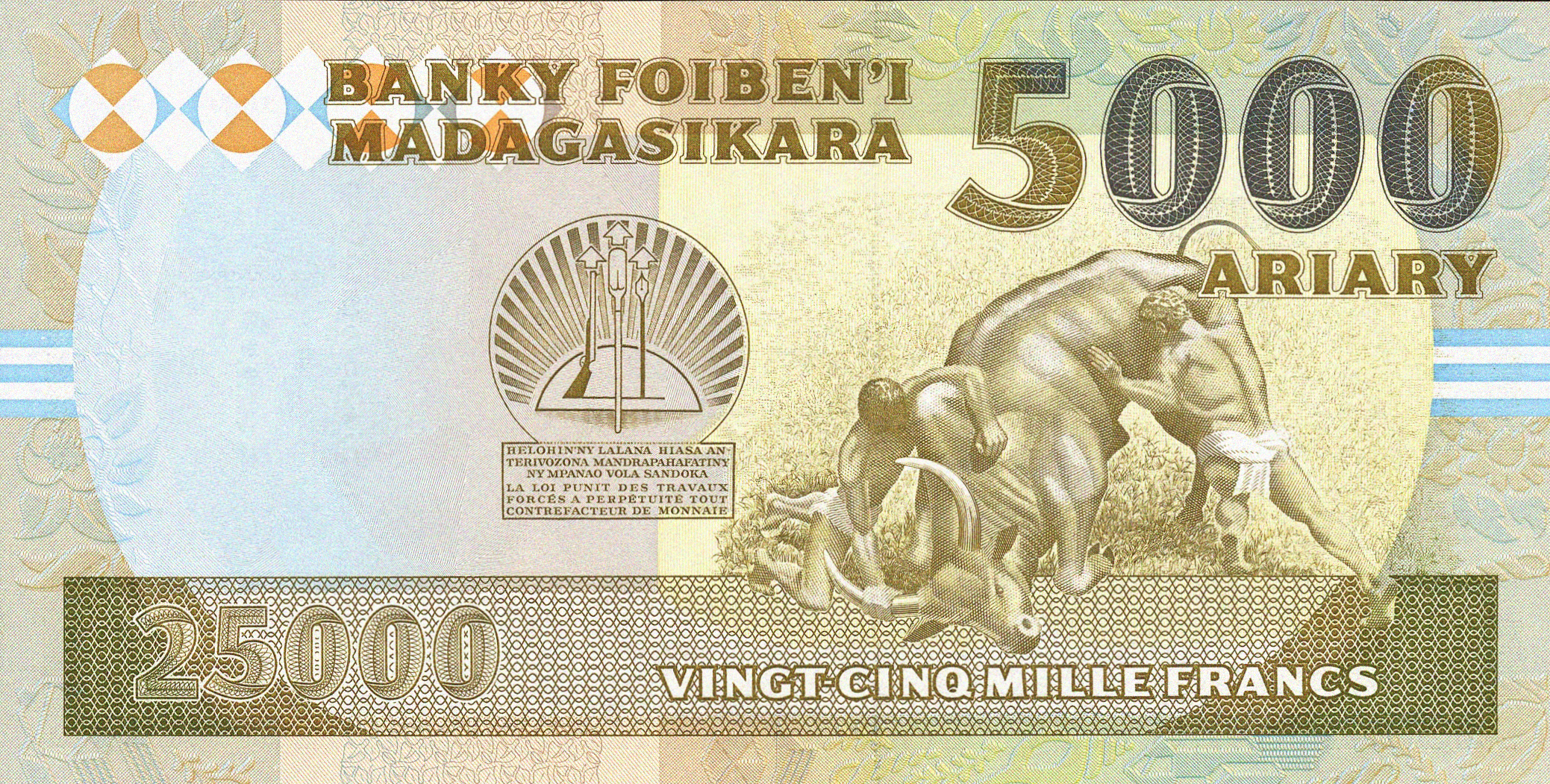

### Vers l'ariary comme devise

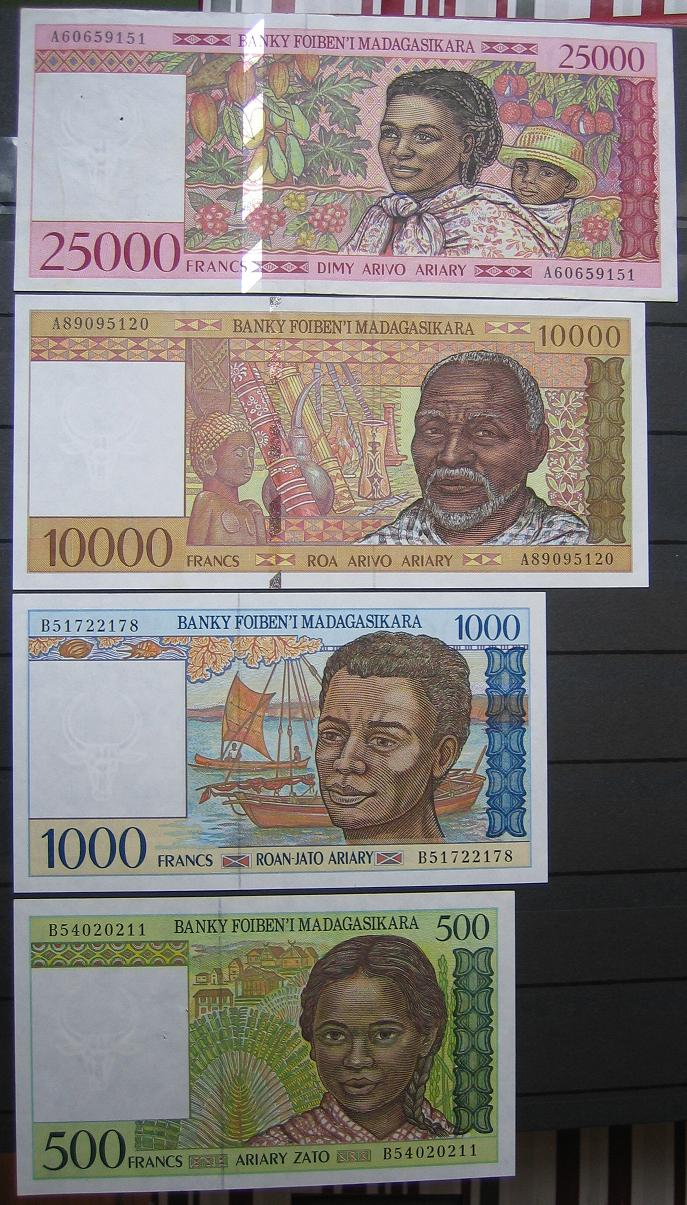
Derniers billets exprimés en franc malagasy, recto (série 1994-1998).

Entre 1961 et 1966, l'ariary est officiellement réintroduit dans le système de comptage et sur le numéraire : pièces et billets affichent une double valeur, l'une en franc malagasy (écrite « franc ») et l'autre, en iraimbilanja (litt. : « fer poids ») et ariary. Le taux d'équivalence est de 1 ariary = 5 MGF et 1 MGF = 1 iraimbilanja. En 1972, le franc malagasy quitte le système du franc CFA et l'année suivante la monnaie est déclarée inconvertible. En 1974, la Banque centrale de Madagascar (Banky Foiben'i Madagasikara) devient la seule instance émettrice. La monnaie commence, à partir de 1982, à décrocher de son ancienne parité et est plusieurs fois dévaluée. En 1994, le franc malagasy devient une monnaie flottante et le cours au change était de 1 FRF = 777 MGF.
Lors de la deuxième semaine du mois de juin 2003, l'assemblée nationale vote l'adoption de la nouvelle unité monétaire : l'ariary sur une proposition du président Marc Ravalomanana, dans le but, notamment, de s'affranchir un peu plus de l'empreinte coloniale française passée. Ainsi l'ariary redevient la seule appellation officielle de la monnaie malgache. Les nouveaux billets de banque sont mis en circulation à partir du 1er août 2003 et la coexistence des deux monnaies perdure jusqu'en 2004.
Au mois de mai 2025, Banque centrale de Madagascar lance officiellement la phase expérimentale de l’e-ariary, version numérique de la monnaie nationale. Destinée notamment à mieux contrôler la circulation de la monnaie, lutter contre l’économie informelle et améliorer la collecte des impôts. De plus, les frais de transaction devraient être significativement réduits, voire inexistants, comparés à ceux pratiqués aujourd’hui par les plateformes mobiles, permettant alléger la charge financière sur les ménages et les petites entreprises, et favoriser la fluidité des échanges. La phase d’expérimentation devrait s’étendra sur 10 mois, dans des zones pilotes sélectionnées, avant un déploiement progressif à l’échelle nationale dès mai 2026.

## Subdivisions
La devise a la particularité de ne pas être divisible par 10, 100 ou 1000 : 1 ariary comprend cinq iraimbilanja.
Il existe une seule autre devise dans ce cas : l'ouguiya de Mauritanie,,.

## Pièces et billets

### Pièces de monnaie
De nouvelles pièces de 1 et 2 ariary sont frappées à partir de 2003 ne comportant plus la référence au franc :
- 1 ariary (acier)
- 2 ariary (ariary roa, acier plaqué cuivre)
- 5 ariary (acier plaqué cuivre)
- 10 ariary (acier inox, forme heptagonale)
- 20 ariary (acier plaqué nickel, forme décagonale)
- 50 ariary (acier inox, forme hendécagonale)

### Billets
| Unité (Ar) | Figure sur l’avers                 | Figure sur le revers                                     |
| ---------- | ---------------------------------- | -------------------------------------------------------- |
| Billets    |                                    |                                                          |
| 100        | Cathédrale Ambozontany             | Mantella baroni                                          |
| 200        | Chute d'eau de la Montagne d'Ambre | Pachypodium rosulatum sur Nosy Hara (île)                |
| 500        | Rova d'Ambohimanga                 | Tsingy rouge                                             |
| 1000       | Pont Kamoro                        | La Reine de l'Isalo                                      |
| 2000       | Lémurien                           | Nepenthes madagascariensis                               |
| 5000       | Parc national de Ranomafana        | Queue d'une baleine à bosse                              |
| 10000      | Port d'Ehoala                      | Savoir-faire du travail du bois des Zafimaniry et Valiha |
| 20000      | Ambatovy                           | Fruits, épices et riz                                    |

À ce jour, en 2024, même si la monnaie officielle est l'ariary depuis 2003, il est toujours d'usage de parler en franc malgache y compris parmi la population la plus jeune. Seuls les prix affichés dans les magasins le sont en ariary. Aux marchés, dans la rue, on vous donnera quasiment toujours le prix en franc, donc avec un montant 5 fois supérieur à celui de l'ariary. En cas de doute il est préférable de demander "ariary ou franc ?"
Les pièces, bien que toujours en circulation, sont quasiment inexistantes. Tous les prix sont des multiples de 100 mis à part dans les supermarchés où c'est le total du ticket de caisse qui est arrondi à la centaine d'ariary la plus proche. L'ariary est en effet une des monnaies qui ont les plus faibles valeurs unitaires au monde : en 2025, un ariary vaut moins deux centièmes de centime d'euro.

#### Structure des billets en circulation
| Billet en Ariary | Fin 2020 | Fin 2020 | Fin 2021 | Fin 2021 | Fin 2022 | Fin 2022 |
| Billet en Ariary | M (%)    | N (%)    | M (%)    | N (%)    | M (%)    | N (%)    |
| ---------------- | -------- | -------- | -------- | -------- | -------- | -------- |
| 100              | 0,5      | 25,0     | 0,3      | 17,7     | 0,3      | 18,8     |
| 200              | 0,6      | 17,3     | 0,4      | 13,7     | 0,4      | 18,8     |
| 500              | 0,7      | 7,8      | 0,5      | 7,7      | 0,6      | 8,0      |
| 1 000            | 1,3      | 6,9      | 1,0      | 7,1      | 1,0      | 6,9      |
| 2 000            | 2,0      | 5,5      | 1,7      | 6,1      | 1,6      | 5,7      |
| 5 000            | 6,4      | 6,9      | 5,5      | 7,9      | 4,5      | 6,4      |
| 10 000           | 24,4     | 13,3     | 20,9     | 14,9     | 19,9     | 14,0     |
| 20 000           | 64,1     | 17,4     | 68,8     | 24,9     | 72,4     | 26,1     |